# Empire of the Clouds
Singles de Iron Maiden
Speed of Light
(2015) The Writing on the Wall
(2021)
Empire of the Clouds est un single du groupe de heavy metal britannique Iron Maiden issu de leur seizième album studio The Book of Souls sorti en 2015. La chanson raconte l'accident du dirigeable R101, à l'époque le plus grand du monde, qui s'écrasa en 1930 à proximité de Beauvais.
Avec une durée de 18 minutes, c'est la plus longue chanson du groupe.

## Personnel
- Bruce Dickinson – chant, piano
- Steve Harris – basse
- Dave Murray – guitare
- Adrian Smith – guitare
- Janick Gers – guitare
- Nicko McBrain – batterie